# Barcos del exilio republicano español

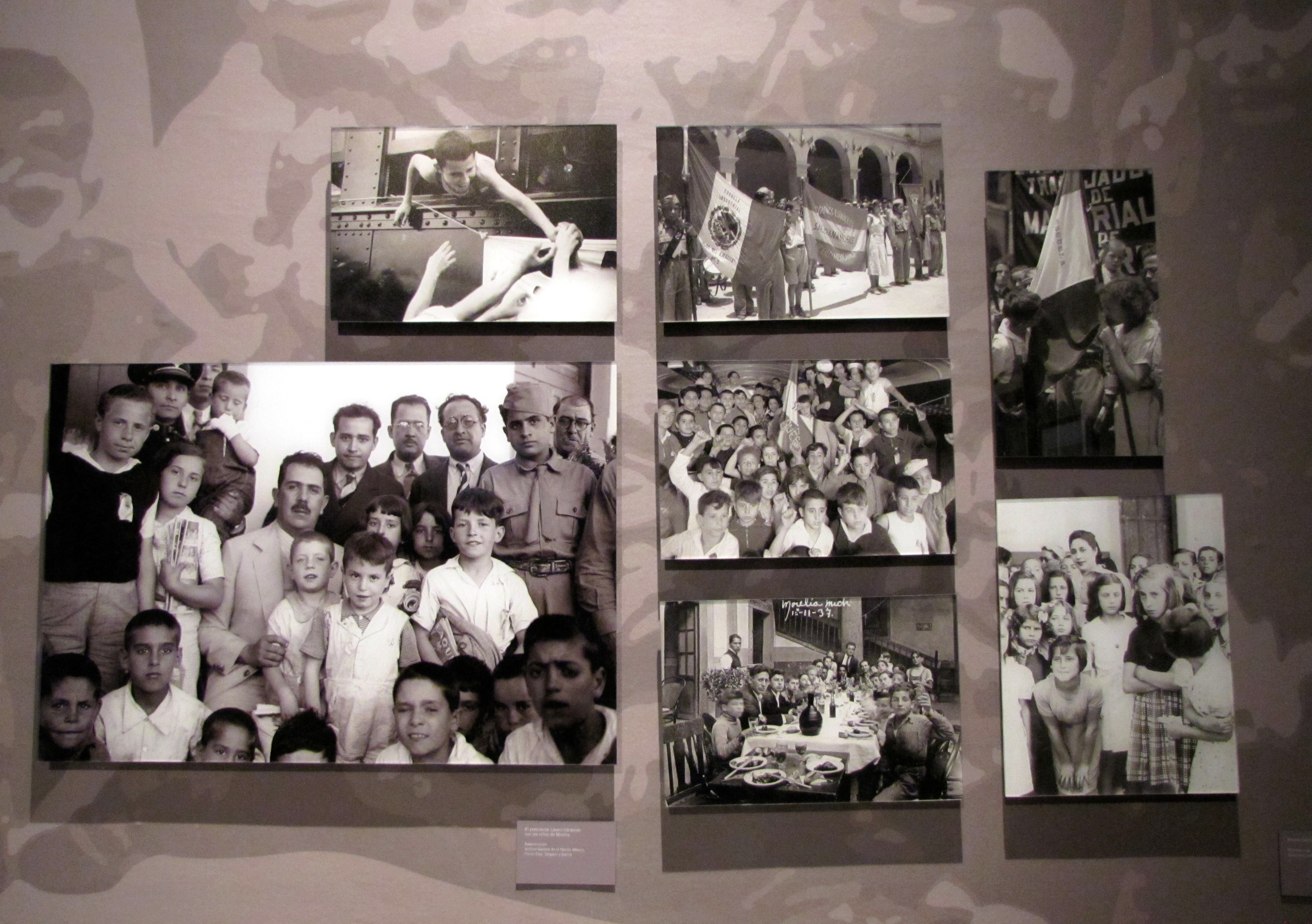
Los niños de Morelia a su llegada a México, en fotografías reproducidas en imagen del 2014.

Las primeras oleadas de refugiados españoles de la guerra civil llegaron a México a partir de abril de 1939, procedentes de Francia, en los barcos Sinaia, Ipanema, Mexique y Flandra. Otro barco, el Champlain, naufragó a la salida de Marsella, alcanzado por un torpedo o por una mina y quedó inservible. Desde 1937 comenzaron a llegar los primeros grupos, alrededor de 500 niños invitados por las autoridades mexicanas para protegerlos de los desastres de la guerra, y una treintena de intelectuales para quienes se fundó la Casa de España en México, de manera que pudieran realizar investigaciones y trabajar en su especialidad lejos del ambiente bélico.

## Historia
En los primeros meses de 1939, el presidente Lázaro Cárdenas del Río, conocedor a través de sus representantes diplomáticos de la difícil situación en Francia de los refugiados españoles, decidió admitir en México a un número ilimitado si las organizaciones republicanas en el destierro se comprometían a costear el transporte y contribuir a su instalación. El viaje fue organizado por el Servicio de Evacuación de Refugiados Españoles (SERE) y el Comité Técnico de Ayuda a los Refugiados Españoles (CTARE), una organización mexicana.
El primer buque, el Sinaia, partió de Sète el 23 de mayo de 1939 y llegó al puerto de Veracruz en México diecinueve días después, el 13 de junio de 1939. En total embarcaron 307 familias, 1800 personas, la mayoría (953) varones mayores de 15 años que se habían refugiado en Francia tras el final de la Guerra Civil en España el 1 de abril y que habían aceptado la oferta del presidente de México, Lázaro Cárdenas, de ser acogidos. Todos los pasajeros fueron liberados de los campos de concentración franceses.
A este buque le siguieron otros como el Ipanema (7 de julio con 998 personas), el Mexique (27 de julio de 1939 con 2200 personas), el  Flandra, con (273 personas el 7 de noviembre de 1939), Nyassa (22 de mayo de 1942 con 863 personas) y Serpa Pinto II (1 de octubre de 1942, este último con sólo 36 personas).
Todos estos buques desembarcaron varias veces con diferentes cantidades de exiliados en Veracruz hasta 1942. Se calcula que entre 22 000 y 30 000 españoles llegaron al país.
Todas estas personas, en su mayoría exiliados, eran profesionales muy calificados. Allí llegó una parte muy importante de la intelectualidad española que en el primer tercio del siglo había situado a España en un nivel científico, artístico y literario muy elevado: catedráticos universitarios, científicos, escritores, arquitectos, ingenieros, directores de cine, actores y actrices, periodistas, médicos, juristas, historiadores, pedagogos, militares, músicos, traductores, editores.